# Clotilde Cerdà i Bosch
Clotilde Cerdà i Bosch (Barcelona, 28 de febrer de 1861 - Santa Cruz de Tenerife, 12 d'abril de 1926), considerada una nena prodigi, fou concertista d'arpa i compositora; va utilitzar el pseudònim d'Esmeralda Cervantes. També destacà com a activista per l'educació femenina i la millora de les condicions de les dones.

## Biografia
El seu pare, Ildefons Cerdà i Sunyer, i la seva mare, Clotilde Bosch i Carbonell, es van casar l'any 1848. Van tenir quatre filles: la primera el 22 de juny de 1849, na Josefa Consuelo Paulina; la segona, el 28 de desembre de 1850, na Rosita; la tercera, el 14 de novembre de 1851, na Sol Magdalena Maria de los Dolores; transcorreguts quasi 10 anys va néixer na Clotilde. La seva data de naixement ha estat al llarg dels anys un enigma. El pare va escriure en el seu diari la data corresponent al 28 de febrer de 1862, un any més tard de la data que consta en el registre civil, el 28 de febrer de 1861, inscripció feta l'any 1861 i, per tant, més fiable que l'escrit del pare. Fou fruit d'una relació adúltera de la seva mare (en l'arbre genealògic familiar del 1938 consta com a filla il·legítima). Aquesta circumstància, que es comença a fer pública cap als anys seixanta del segle xx, havia quedat restringida a l'entorn familiar.
El matrimoni es va separar en data 27 de maig de 1864, dos mesos abans Ildefons Cerdà havia redactat un testament on figuraven les seves filles com a hereves a parts iguals, passats quatre mesos aquest testament va estar modificat excloent-ne na Clotilde Cerdà i Bosch però destinant una pensió anual de sis mil rals per a la seva antiga esposa, que conservà la custòdia de Clotilde.
La seva mare i ella es van traslladar a Roma on, gràcies als contactes de Clotilde mare, va estudiar pintura amb Marià Fortuny, tot i que finalment es va decantar per la música i va recórrer el món com a concertista d'arpa amb gran èxit. La relació entre mare i filla sempre va ser molt estreta, la mare va acompanyar n'Esmeralda Cervantes a tots els seus viatges i va donar suport a Clotilde Cerdà i Bosch en els seus projectes socials. El 1868 mare i filla van marxar a París, on l'arpista Félix Godefroid va donar classes a Clotilde Cerdà.
El 1882 Clotilde va ser escollida com a directora honorària de l'Orfeó del Foment de les Arts de Barcelona i posteriorment va oferir classes d'arpa al seu pis del Passeig de Gràcia, 149, feina que simultaniejava amb l'escriptura d'articles periodístics.
Clotilde va mantenir una relació de correspondència amb Juan Montalvo, un escriptor, periodista i assagista equatorià, un dels intel·lectuals més reconeguts d'Amèrica. Montalvo va dedicar a Esmeralda i a la seva arpa un dels seus tractats. En total es van enviar set cartes i la primera data del 25 de juny de 1883. Fins aquell moment no s'havia trobat referència de cap altra relació de na Clotilde. La relació entre ells es va acabar perquè sembla que la postura de Montalvo va variar, a més de la intervenció de la mare de Clotilde per tal que la relació finalitzés, ja que no volia que aquesta s'interposés en els projectes de la seva filla. Juan Montalvo reconeixia les capacitats de les dones i era crític amb el model de masculinitat que s'anava construint. El 17 d'abril de 1890 va morir Clotilde Bosch.
Finalment, Clotilde es va casar amb Oscar Grossman, tan sols es té notícia del casament per una carta que Isabel II escrigué el 21 d'agost de 1895. El matrimoni va viure al Brasil fins al 1901 per traslladar-se, primer a Barcelona, el gener de 1902, i després a Santa Cruz de Tenerife, fins al 1905. A partir d'aleshores, visqué temporades llargues al Brasil, a Mèxic i, de nou a Barcelona i Santa Cruz de Tenerife, on finalment morí i està enterrada en un mausoleu al cementiri de Santa Lastenia, on també va ser enterrat el seu marit quan va morir el 7 d'abril de 1931. Té una sola obra publicada: La historia del arpa (1885).

## Arpista

### Pseudònim
Clotilde Cerdà i Bosch utilitzà un pseudònim que la va ajudar a diferenciar entre el seu jo personal i el seu jo com a personatge. Amb aquest pseudònim la van batejar Franz Liszt, Richard Wagner i Víctor Hugo: «Esmeralda (com l'heroïna de l'obra més coneguda d'Hugo) i Cervantes (per l'escriptor espanyol)»,

### Els seus viatges
Fou una nena prodigi que als catorze anys ja feia macro-gires que la portaven de Mèxic al Japó i que era rebuda amb honors als millors teatres i salons de la noblesa d'arreu del món. El seu debut al Teatre Imperial de Viena el 1873, integrada a l'orquestra de Richard Strauss, va ser un gran èxit. Strauss li va lliurar una corona i un diploma de mèrit, l'ambaixador turc li va atorgar el títol d'arpista de l'ambaixada imperial otomana a Viena i l'emperador Francesc Josep I d'Àustria li va regalar joies esplèndides.
Clotilde Cerdà realitzà molts viatges i gires durant la seva vida. Primer, un viatge artístic per Europa, però el 1874, als tretze anys, creuà l'Atlàntic cap a l'Argentina, amb parada a Anglaterra, on va tocar davant la reina Victòria i el príncep de Gal·les. Als catorze, va iniciar una gran gira que la portà, des de mitjans del 1875 fins al 1877, a Portugal, a cinc països de l'Amèrica del Sud, al Carib, a Mèxic, als Estats Units, Nova York i Filadèlfia, on va tocar amb motiu de la celebració de l'Exposició Universal de 1876, a les Filipines i al Japó. Algunes cròniques també diuen que va ser a l'Índia, Rússia, Turquia i Egipte. Durant aquest viatge, el 1875 actuà a l'Uruguai, a Buenos Aires, a la cort de l'emperador Pere II del Brasil i a Ciutat de Mèxic, on finalitza la seva gira iniciada dos anys abans.
El 1879 rep la invitació per prendre part en l'últim concert del pianista Franz Liszt a Roma. Aquell mateix any se'n té notícia a Cuba; després, a Egipte, les Filipines i altres països de l'Àsia; acabarà l'any entre França i Itàlia. El 1880 torna al Brasil, Portugal, on va participar en els actes organitzats per la Societat Acadèmica, en commemoració del tricentenari de la mort del poeta Luís de Camoens, i les Canàries per repetir, l'any després, a l'Argentina. El 1881 entra a formar part de la lògia maçònica Lealtad de Barcelona, de la qual formava part des de 1879 Àurea Rosa Clavé de Ferrer, filla d'Anselm Clavé. L'any 1882 va tornar a les illes Canàries i va ser admesa a la lògia maçònica Tinerfe número 114, esdevenint la primera dona a formar-ne part.
Al 1885 el compositor i pedagog Joaquim Lladó i Barceló li va dedicar la composició El arpa angélica: meditación para piano, que havia estat premiada en els Jocs Florals de Sevilla de 1875.
Després, el 1887, s'instal·la a Alemanya. Els cinc anys següents alterna Anglaterra i Grècia amb una estada a Constantinoble, on ensenya arpa a l'harem del sultà de l'Imperi Otomà Abdul Hamid Khan II. El 1893 torna als Estats Units convidada per l'organització de l'Exposició Universal de Chicago, on va fer un concert i va participar en una conferència: Education and literature of the women of Turquey. També va tocar davant del president dels Estats Units i el 1894 va viatjar a Rússia. El 1895, es casà amb Óscar Grossman, un brasiler ric, i acabà les gires però no els viatges. A més d'oferir recitals, va fundar el Conservatori de Música de Rio de Janeiro el 1895, així com l'Escola d'Arpa, amb l'ajut de Lea Bach, una altra arpista catalana. El pont que uneix aquest país amb Paraguai per les cascades de l'Iguaçú porta el seu nom artístic.

## Projectes socials
Clotilde va ser una dona molt compromesa socialment, va treballar per mostrar de manera pública problemàtiques que es volien fer passar per problemes de caràcter privat. Va ser antiesclavista, va sol·licitar al president de Mèxic, Porfirio Díaz, l'indult per a un condemnat a mort, mostrant així la seva oposició a la pena capital i a l'actitud de diversos Estats que s'apropiaven dels cossos que havien estat donats a llum per altres dones i formarà part d'una associació de dones per la pau l'Alliance Universelle des Femmes pour la Paix. Va dirigir diverses revistes, i va col·laborar-hi: l'Estrella Polar, Portaveu Internacional d'arts, Literatura, Comerç, Modes i Salons. Fent especial menció a La Ilustración de la Mujer, el primer número va ser publicat el juny de 1883 adreçant-se a dones urbanes amb l'objectiu de crear un imaginari que fes possible l'adscripció de les dones a la ciutat i legitimar-ne la presència en aquest entorn. En el número 11 del dia primer de novembre de 1883 hi ha el retrat d'Esmeralda Cervantes.

### Acadèmia de Ciències, Arts, Oficis per la Dona
El dia 2 de maig de 1885 va tenir lloc la inauguració de l'Acadèmia de Ciències, Arts i Oficis per a la Dona, situada a la Rambla de Canaletes, número 10, al pis superior de l'Hotel Continental. Des de 1880-1881 havien començat les gestions per a crear un centre d'ensenyament específic per a les dones, amb l'objectiu d'oferir una educació brillant, en ensenyaments científics, artístics i industrials. Inicialment es va fer l'intent a Madrid, però vista la impossibilitat d'establir-la allà, van optar per Barcelona. L'objectiu de l'Acadèmia consistia a aconseguir que les dones poguessin obtenir una remuneració que els permetés subsistir amb mitjans propis. L'Acadèmia oferia un model de formació per a les dones que havia d'incloure totes les matèries derivades de l'aplicació a la indústria de l'escultura i la pintura, a més del modelatge en fang, cera, fusta, marbre... es pretenia fomentar les disposicions naturals de la dona per a aquelles tasques que exigien delicadesa i precisió, com també formar en oficis en què la presència femenina era inexistent i oferir formació per a la professionalització de les dones. Les classes podien ser de dia i de nit, per tal de facilitar l'assistència de les futures alumnes. Les matrícules havien de cobrir la remuneració del professorat i el manteniment de l'Acadèmia i es preveia la creació d'un fons de reserva per a facilitar l'accés a l'ensenyament a les alumnes amb pocs recursos econòmics. Clotilde Cerdà i Bosch va poder crear aquest projecte a través de l'observació en diversos països que havien desenvolupat el procés d'industrialització abans que Catalunya i Espanya i havent comprovat les repercussions de la nova organització social i el desigual accés als recursos segons el sexe.
Es va crear pocs dies després de la inauguració de l'Acadèmia una revista vinculada que es deia El Angel del Hogar, en què van col·laborar escriptors de prestigi com Àngel Guimerà. El primer número va ser publicat el 15 de maig de 1885.
Alguns sectors reialistes no van fer costat a Clotilde Cerdà i Bosch per garantir la continuïtat del projecte de l'Acadèmia, sinó que van amenaçar-la, ja que la casa reial i l'elit social barcelonina no veien amb bons ulls el compromís polític de Clotilde amb la maçoneria, el moviment antiesclavista, amb la classe obrera catalana i amb les dones. Finalment l'Acadèmia va haver de tancar l'any 1887 per manca de suport i pel dèficit pressupostari que arrossegava. La idea, però, de l'Acadèmia va ser materialitzada amb la creació de l'Institut de la Cultura i Biblioteca Popular de la Dona, creada el 1910 a Barcelona per un equip encapçalat per Francesca Bonnemaison.

### Asils Internacionals de Lactància
Van ser inaugurats a la ciutat de Belém, a l'estat de Pará, el 15 de març de 1898. Aquests Asils tenien diverses funcions entre les quals destacava ser una espècie d'escola bressol per a les criatures de mares que tenien una feina remunerada i no sabien a qui deixar-les, creant així serveis per a les dones que la mateixa societat encara no havia previst.